# Mo Bounce
«Mo Bounce» es una canción grabada por la rapera australiana Iggy Azalea, fue lanzada el 23 de marzo de 2017 como segundo sencillo del que sería su segundo álbum de estudio 'Digital Distortion', el álbum fue cancelado después de que Azalea tuviera algunas persecuciones con su discográfica. La canción debutó en el programa de radio "Beats 1" de Zane Lowe.

## Recepción crítica
Lauren Tom de Billboard comentó que "el ritmo optimista y las letras divertidas y fuertes reflejan la pista más feliz y quizás la vida de Azalea en este momento". Claire Lobenfeld de Fact dio una revisión negativa, llamando a la canción "una pesadilla de renacimiento de casa de blog." De acuerdo con Hardeep Phull de New York Post, la canción es "lo mejor que la mujer de 26 años ha lanzado desde sus días de gloria de 2014" y "ultra-pegadiza", también señalando "es el regreso fuerte que necesita desesperadamente". Time la clasificó como la peor canción de 2017.

## Video musical
El video musical fue filmado en Hong Kong por el director Lil Interne a finales de febrero. El 20 de marzo de 2017, Vevo anunció que el video también se estrenaría el 24 de marzo. El 21 de marzo, Azalea publicó una serie de gifs en Twitter del video musical, el 22 de marzo, Vevo lanzó un video de 20 segundos promocionando el sencillo de Azalea. En el video, se podía ver a Azalea y varias mujeres haciendo coreografías y twerking en zonas mayormente nocturnas.
El video oficial de la canción fue finalmente lanzado el 24 de marzo de 2017 en Vevo.

## Posicionamientos en listas
| Listas (2017)                                                    | Mejor Posición |
| ---------------------------------------------------------------- | -------------- |
| Australia (ARIA)                                                 | 63             |
| Australia Digital Tracks (ARIA)                                  | 25             |
| Australia Urban (ARIA)                                           | 8              |
| Francia (SNEP)                                                   | 136            |
| Canadá Hot Canadian Digital Songs (Billboard)                    | 26             |
| Nueva Zelanda Heatseekers (RMNZ)                                 | 10             |
| Escocia (Scottish Singles Sales Chart)                           | 47             |
| Reino Unido (UK Download Chart)                                  | 53             |
| Estados Unidos US Bubbling Under R&B/Hip-Hop Singles (Billboard) | 2              |
| Estados Unidos US Digital Songs (Billboard)                      | 46             |
| Estados Unidos US Rap Digital Songs (Billboard)                  | 12             |
| Estados Unidos US R&B/Hip-Hop Digital Songs (Billboard)          | 18             |